# ТИМ-100
ТИМ-100 — югославский персональный микрокомпьютер, разработанный в институте Михаила Пупина в Белграде в 1980-е годы на основе ТИМ-001.
Авторы проекта — доктор Драголюб Миличевич и доктор Душан Старчевич.
ТИМ-100 с 1985 года использовался белградской почтой. Всего для нужд почты Сербии было произведено около 1000 экземпляров.
Серия микрокомпьютеров ТИМ была создана после выпуска серии ЦЕР и системы ХРС-100.

## Разработка проекта
Разработка проекта ТИМ стала возможной благодаря накопленным предварительно сведениям, высоком уровне производства электроники в СФРЮ, применении микропроцессоров и интегральных схем типа VLSI. Основная идея проекта — разработка персонального компьютера, а также объединение производства, тестирования, маркетинга, обслуживания оборудования и поддержки конечных пользователей. В 1983—1990 годах было разработано 10 моделей компьютеров линейки ТИМ, различавшихся мощностями и конфигурациями: от простых ТИМ-100 и ТИМ-011 до сложных ТИМ-600. Производитель — компания «Енергопројект Енергодата». Всего было произведено более 5000 экземпляров компьютеров типа ТИМ. Они использовались почтовой службой, банками, армией, государственными, научными и школьными учреждениями, персоналом электростанций, водоснабжения, рабочими промышленной и транспортной сфер.

## Технические характеристики
Основа аппаратного обеспечения — микропроцессоры типа Intel 80386 со стандартными функциональными модулями серии ТИМ. Материнская плата создана с применением VLSI-технологий, объём ОЗУ — до 8 МБ. Внешние носители информации — гибкие диски шириной 3,5 или 5,25 дюймов. В программное обеспечение вошли:
- операционные системы ТИМОС и ТРАНОС[8]
- программные пакеты в области компьютерной графики[9]
- поддержка локальной сети ТИМНЕТ[10]
- диагностическая программа
- служебные офсетные программы[11]